# Leon Ndugu Chancler
Leon Ndugu Chancler (* 1. Juli 1952 in Shreveport, Louisiana; † 3. Februar 2018 in Los Angeles, Kalifornien) war ein amerikanischer Jazzschlagzeuger und Musikproduzent.

## Leben und Wirken
Chancler wuchs ab 1960 in Los Angeles auf und lernte ab dem zwölften Lebensjahr Schlagzeug. Bereits als Schüler spielte er bei Willie Bobo und bei Gerald Wilson; dann studierte er am „Californian State College“. 1970 arbeitete er mit Hugh Masekela und erstmals mit Herbie Hancock, in den nächsten Jahren trat er mit Thelonious Monk, Freddie Hubbard, Eddie Harris, Harold Land, Miles Davis und Joe Henderson auf, nahm aber auch mit Julian Priester, Hampton Hawes sowie mit der Santana Blues Band auf. Zwischen 1972 und 1980 spielte er außerdem regelmäßig bei George Duke. Seit 1972 war er auch als Produzent für Flora Purim, Bill Summers oder Kenny Rogers tätig, dann auch für Michael Jackson, auf dessen Album Thriller er zudem am Schlagzeug saß.
Chancler leitete eigene Gruppen, bei denen er mit Alphonso Johnson und Ernie Watts zusammenarbeitete, arbeitete aber auch bei Weather Report und bei den Jazz Crusaders; außerdem ging er mit Carlos Santana und mit Wayne Shorter auf Tournee. Er war weiterhin für Stanley Clarke, Donna Summer, Hubert Laws, Frank Sinatra, Lionel Richie, Kenny Rogers, Tina Turner und John Lee Hooker tätig.
Mit Patrice Rushen bildete er das Duo 1+ONE. Weiterhin trat er mit Rushen, Ernie Watts und Alphonso Johnson auf. Ndugu lehrte in Los Angeles an der University of Southern California. Er erlag 2018 einem Krebsleiden.

## Lexigraphische Einträge
- Martin Kunzler: Jazz-Lexikon. Band 2: M–Z (= rororo-Sachbuch. Bd. 16513). 2. Auflage. Rowohlt, Reinbek bei Hamburg 2004, ISBN 3-499-16513-9.